# Arco de Rohan
El Arco de Rohan (en maltés: Il-Bieb De Rohan; en italiano: Porta De Rohan), también conocido como Puerta Nueva (en maltés: Il-Bieb il-Ġdid), es un arco conmemorativo en Żebbuġ, Malta. Se construyó en 1798 para conmemorar el estatus de la localidad como ciudad, que había sido concedido por el Gran Maestre Emmanuel de Rohan-Polduc el 21 de junio de 1777.

## Historia
Emmanuel de Rohan-Polduc, Gran Maestre de la Orden de San Juan, asistió a la fiesta del pueblo de Żebbuġ el 12 de mayo de 1776. El párroco Dun Feliċ Borg envió una petición al Gran Maestre, solicitando que el pueblo fuera elevado a la categoría de ciudad. Borg prometió construir dos arcos de triunfo si se aceptaba la petición. De Rohan aceptó y otorgó a Żebbuġ el título de Città Rohan mediante un decreto fechado el 21 de junio de 1777.

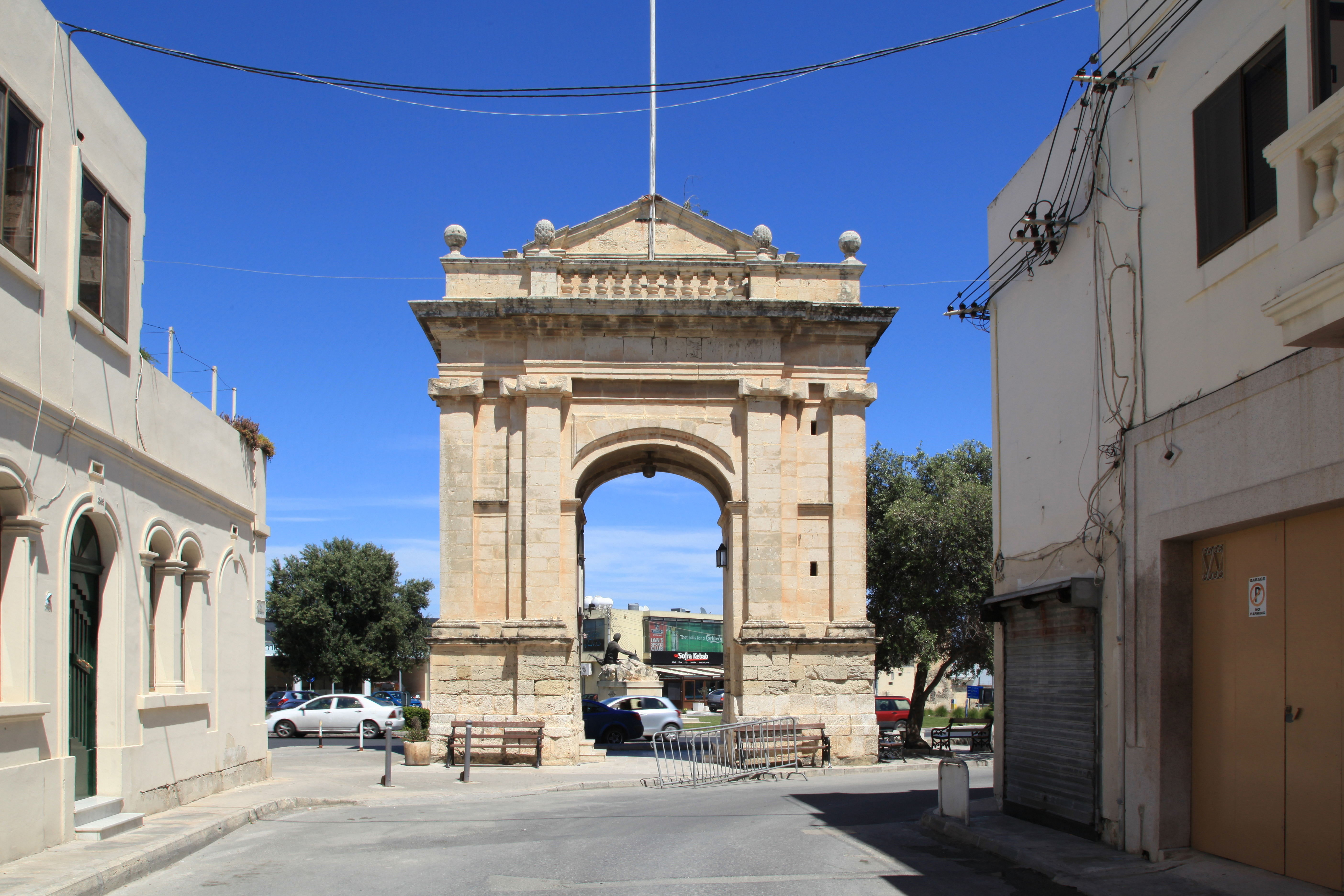
El Arco De Rohan visto desde atrás

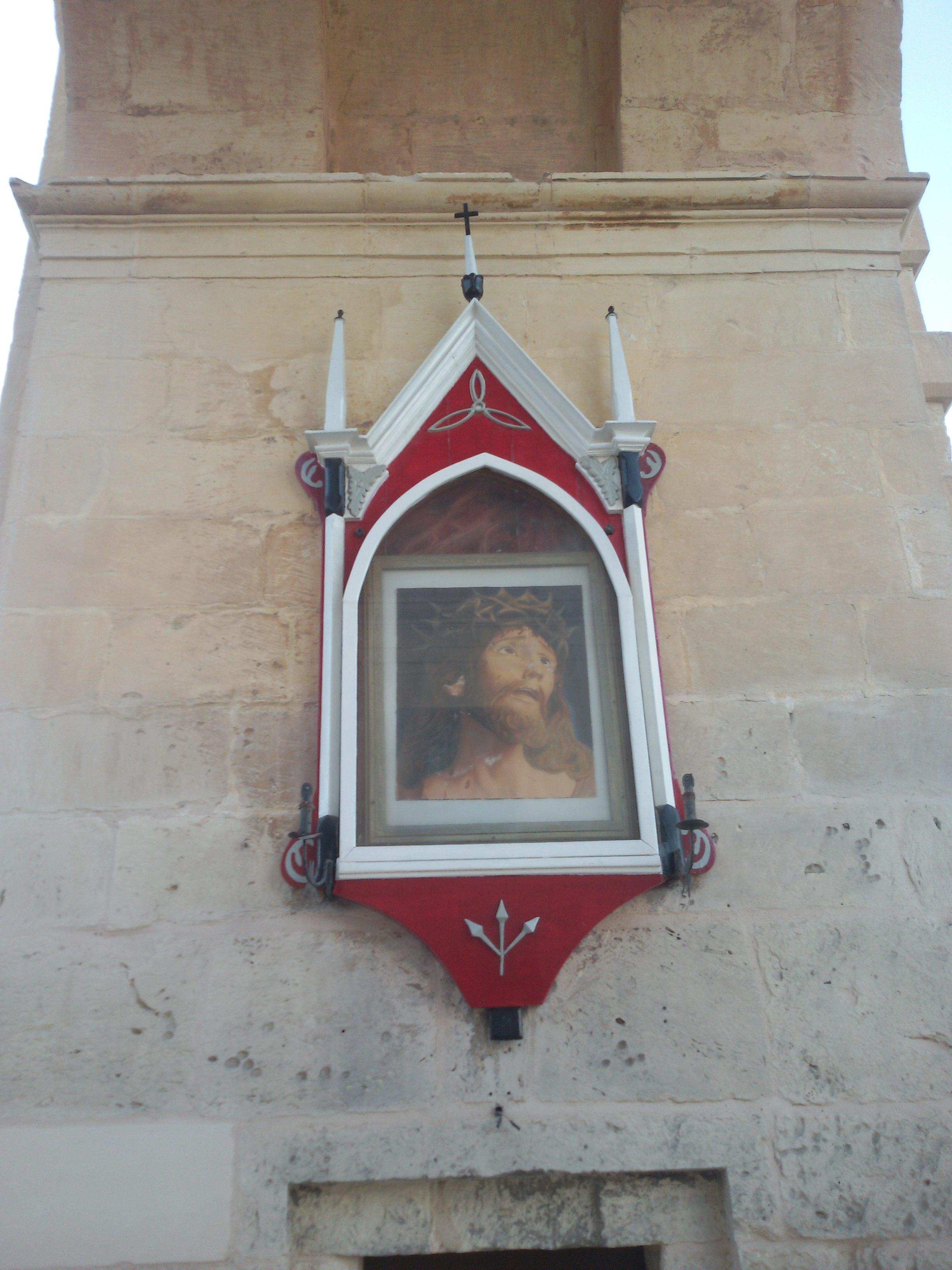
La hornacina del Ecce Homo, instalada en el arco

Aunque se concedió el estatus de ciudad, los dos arcos no se construyeron debido a varias dificultades. De Rohan murió el 14 de julio de 1797, y el pueblo decidió construir un solo arco en la entrada de la ciudad, cumpliendo en parte la promesa que habían hecho veinte años antes. La construcción del arco costó unos 1.000 escudos, y los fondos se obtuvieron mediante la recaudación de fondos por parte de la población de Żebbuġ, así como una donación de la iglesia parroquial. El arco fue diseñado por el albañil Giuseppe Xerri, que también supervisó su construcción. Fue inaugurado el 12 de mayo de 1798 por el nuevo Gran Maestre, Ferdinand von Hompesch zu Bolheim. La puerta fue uno de los últimos ejemplos de arquitectura de la época hospitalaria en Malta, ya que un mes después de su inauguración los franceses invadieron las islas y pusieron fin al dominio de la Orden.
Entre 1905 y 1929, el tranvía de Malta pasaba cerca del arco. En la década de 1950, se abrió la Avenida de la Libertad (en maltés: Vjal il-Ħelsien) para dar un mejor acceso al centro de Żebbuġ, y esto redujo la cantidad de tráfico que pasaba por el arco. Posteriormente, no se permitió el paso de vehículos por el arco para preservarlo. El arco fue restaurado por el Consejo Local de Żebbuġ en 1995. Se volvió a restaurar en 2016.
El Arco De Rohan se incluyó en la Lista de Antigüedades de 1925, y ahora está catalogado como monumento nacional de Grado 1.

## Arquitectura
El Arco de Rohan está construido en estilo neoclásico. El arco está flanqueado por pilastras dóricas rústicas colocadas sobre un pedestal liso. El arco está rematado por un frontón triangular con bordes moldeados.
Dentro del arco se encuentra una hornacina de diseño gótico que contiene un retrato del Ecce homo.  El nicho, pintado en rojo y blanco, está incluido en el Inventario Nacional de Bienes Culturales de las Islas Maltesas.